# Félix José Reinoso
Félix José Reinoso (Sevilla, 20 de noviembre de 1772 - Madrid, 28 de abril de 1841), fue un eclesiástico y escritor español afrancesado.

## Biografía
Estudió en Sevilla doce años de ciencias eclesiásticas. Fundó con sus condiscípulos Alberto Lista y José María Roldán la Academia de Letras Humanas de Sevilla y redactó sus estatutos. Fue cura de Santa Cruz desde 1801 a 1811; allí instituyó una Junta de Caridad cuyo reglamento fue enseñado como modelo a las demás parroquias por su amigo el oidor de Sevilla Joaquín María Sotelo y en el hambre que padeció Sevilla en 1812 organizó dos hospitales. Afrancesado, José Bonaparte le nombró prebendado de la Catedral de Sevilla. 
Emigró a Francia en 1814[cita requerida] y publicó en Auch el Examen de los delitos de infidelidad a la Patria, imputados a los españoles sometidos bajo la dominación francesa (1816), la obra «cumbre de la literatura afrancesada», según Juan López Tabar. El Examen sería calificado muchos años más tarde por Marcelino Menéndez Pelayo en su Historia de los heterodoxos españoles (1880-1882) como «el libro más fríamente inmoral y corrosivo, subvertidor de toda noción de justicia, ariete contra el derecho natural y escarnio sacrílego del sentimiento de patria». En cambio el afrancesado Javier de Burgos declaró que «la defensa de los afrancesados la hizo ya para siempre Reinoso, y no ha habido entre sus enemigos ninguno tan petulante o tan sabio que se atreva a contradecir ni una sola sílaba de su libro inmortal». Por su parte el también afrancesado Alberto Lista, que fue quien se ocupó de que el libro se publicara en Francia ante la imposibilidad de hacerlo en España, le escribió a Reinoso: «¿qué quieres que te diga de tu obra? lo que ya te he dicho otra vez. Ella será el código a que recurrirán en los siglos futuros los perseguidos por opiniones políticas». En ella sostuvo lo siguiente:

El nombre de los afrancesados no debe estar destinado para significar las acciones sino las opiniones manifestadas, o acaso presumidas. Y si yo no tengo equivocadas torpísimamente las ideas, no puede cometerse mayor injusticia, no puede darse un ataque más fuerte contra la libertad de un pueblo, que condenar como delitos semejantes opiniones.

En 1815 la Sociedad Económica de Sevilla le dio su cátedra de Humanidades, donde leyó su discurso Sobre la influencia de las bellas letras en la mejora del entendimiento y la rectificación de las pasiones, publicado por ella en 1816; para la misma compuso también un Curso filosófico de literatura. 
Aunque en 1820 Riego le propone como diputado, no tardará en mostrar su espíritu antirrevolucionario y antidemocrático, que le valdrán el apodo de Obispo francés. Fue sin embargo uno de los secretarios de la Diputación provincial de Cádiz, entre 1820 y 1823. Publicó varios artículos bajo el seudónimo El político moruno en el Diario Mercantil y en La Constitución y las Leyes, ambos de Cádiz, así como varios folletos de carácter legal y administrativo. Fue el primer redactor de la Gaceta de Gobierno, 1827-1830 y también redactó la Gaceta de Bayona, 1830. Ejerció la abogacía  y fue uno de los encargados de preparar la jura de Isabel II en 1833 como heredera del trono. Fue asimismo juez auditor, primer supernumerario, del tribunal eclesiástico de la Nunciatura en La Rota, 1833, e individuo de la Inspección General de Imprentas y Librerías, 1814-1838; nombrado poco antes de su muerte deán de la iglesia metropolitana de Valencia, fue enterrado en el Cementerio de San Isidro. Por disposición testamentaria su colección de cuadros de pintura y sus libros fueron repartidos a sus amigos.
Estuvo muy influenciado por el pensamiento de Edmund Burke, y como él pensaba que «la mejor Constitución para un pueblo es aquella a la que está acostumbrado», defendiendo así el consuetudinarismo. Dejó escritos varios trabajos de crítica y filosofía sensualista y  Feliciano Delgado León ha descubierto un texto gramatical inédito suyo. En 1804 publicó el poema en dos cantos y doscientas octavas reales de inspiración miltoniana La inocencia perdida, redactado ya  al menos en 1799. También destacan poéticamente su Epístola a Silvia, Las artes de la imaginación y la silva En elogio de los ilustres poetas sevillanos.

## Obras
- Examen de los delitos de infidelidad a la patria imputados a los españoles bajo la dominación francesa (Auch, 1816, Burdeos, 1817; Madrid, 1842).
- La inocencia perdida (1804), poema de épica culta en octavas reales.
- Discurso sobre la influencia de las bellas artes en la mejora del entendimiento y la rectificación de las pasiones, 1816.
- Discurso sobre el estilo de la pintura sevillana.
- Curso filosófico de una poética.
- Discurso sobre las causas del atraso de la elocuencia en España.
- Poesías, Sevilla: Ediciones Libanó, 1999.
- Modelo de ordenanzas municipales
- Plan del censo de la provincia de Sevilla